# Jacksonomyces
Jacksonomyces is een monotypisch geslacht van schimmels behorend tot de familie Meruliaceae. Het bevat alleen Jacksonomyces pseudocretaceus.